# Messpunkt
Als Messpunkt bezeichnen Techniker und Naturwissenschafter die genaue Position einer Messung. Sie wird im Regelfall in Form von Koordinaten in Meter- bis Millimeter-Genauigkeit angegeben:
- zweidimensional (auf einer Fläche) z. B. in Gauß-Krüger-Koordinaten x, y
- dreidimensional (im 3D-Raum) z. B. durch geografische Breite B, Länge L und Höhe H.
- Bei sogenannten 2½D-Datenbanken wird die Höhe nicht als Koordinate, sondern als Attribut geführt.
- Bei großräumigen Vermessungen (z. B. Astrometrie im Sonnensystem, Geophysik, für Satellitenstationen oder in der Raumfahrt) sind 3D-Positionen auch als kartesische Koordinaten (X, Y, Z) gebräuchlich.

## Messpunkte in Wissenschaft und Technik
Messungen werden in fast allen Wissensgebieten und vielen technischen Anwendungen durchgeführt. Hier soll eine beispielhafte Übersicht zeigen, in welchen Gebieten die punktartige Definition der Messungen, Proben oder Erhebungen besonders wichtig ist. Nur in den Geisteswissenschaften ist dies nicht der Fall.
- Geowissenschaften: genaueste Punktfestlegungen in der Geodäsie (Erdmessung, Vermessungskunde) und im Bauwesen (0,1 bis 10 mm), gefolgt von Geophysik, Hydrografie und Bodenkunde (cm bis Meter), von Geologie, Meteorologie und Umweltschutz (ca. Metergenauigkeit) und Geografie (m bis km).
- Biowissenschaften: Datenbanken für Bioindikatoren ca. Meter, Test- und Probeflächen in der Forst- und Landwirtschaft ca. 1–10 Meter, Verbreitungskarten und Immissions-Messungen ca. 100 bis 1.000 m.
- Medizin: je nach Fachgebiet Milli- bis Dezimeter, meist aber als Messstelle am Körper definiert oder (z. B. vor Operationen) am Körper markiert.
- Technik: besonders zahlreiche Messpunkte oder Punktwolken beim Design oder der Kontrolle von Maschinen, Kfz-Karosserien, Flugzeugen usw. (von 0,1 bis 10 mm); weniger bei Bergwerken und im Tunnelbau (Punktfestlegung wie in Geodäsie auf Milli- bis Zentimeter genau), Hoch- und Tiefbau je nach Objekt 0,1 mm (Staumauern, Brücken, Kanäle) bis einige Zentimeter (Wohnhäuser).

## Verwandte Bedeutung
Der Begriff wird aber auch für die Vermarkung des Messpunktes verwendet – eine stabile Zentimeter-genaue Markierung der Position auf einem Objekt oder der Erdoberfläche, etwa durch Kreuzmarke, Strichkreuz, Farbtupfer, Grenzstein oder Felsmarke. Bei geodätischen Vermessungspunkten kennzeichnet man die Position des Messinstruments im Boden durch TP-Stein, metallene Messmarke (Rohr, Nagel), ein abnehmbares Stangensignal oder Nivellement- bzw. Turmbolzen.
Die Koordinaten der verwendeten Messpunkte und die Messwerte selbst werden – je nach Fachgebiet – in speziellen Listen, Verzeichnissen oder heute überwiegend in Datenbanken gespeichert. Zu den Koordinaten und Messdaten gehören noch zusätzliche Angaben wie Punktnummer, Klassifizierung, Datum und Zeit der Messung(en), äußere Umstände, Messgerät, Beobachter usw.

## Unterschied zu Mess-Stellen und Probepunkten
Der Begriff „Messstelle“ wird im Allgemeinen weiter gefasst als der „Messpunkt“, aber etwas seltener verwendet. Im Gegensatz zum Messpunkt wird die Position des Messgeräts oder -Fühlers häufig nicht in rechtwinkligen Koordinaten angegeben, sondern an Straßen oder Flüssen als Kilometrierung, oder bei Messungen an Gebäuden relativ zu diesem.
Österreichische und süddeutsche Geowissenschaftler verwenden den Begriff Probefläche, wenn für Untersuchungen z. B. in der Bodenkunde, der Botanik oder in Versuchswäldern statt einzelner Messpunkte der Durchschnitt mehrerer Probepunkte erhoben wird. Solche Flächen, auf denen man markierte Probebäume oder rasterartig gebohrte Bodenproben misst, haben je nach Fachgebiet Ausmaße zwischen 1 Ar und 1 Ha.